# Douglas Fletcher
Douglas Valmore Fletcher (* 1917 in Kingston; † 18. Februar 2000) war ein jamaikanischer Rechtsanwalt, Diplomat und Politiker der People’s National Party (PNP).

## Leben
Fletcher besuchte das Jamaica College, bevor er am 24. August 1938 als Rechtsanwalt zugelassen wurde. Er gehörte 1943 zu den Gründungspartnern der Rechtsanwaltskanzlei Myers, Fletcher, Gordon. Im Jahr 1958 wurde er Vorsitzender der Jamaica Broadcasting Corporation. Von 1959 bis 1962 war Fletcher Minister ohne Portfolio in der Regierung von Premierminister Norman Manley und Vorsitzender (President) der PNP. Nach der Unabhängigkeit des Landes war er von 1962 bis 1967 Mitglied des Senats. In den Jahren 1972 bis 1975 war er Botschafter Jamaikas in Washington, D.C. (USA) und bei der Organisation Amerikanischer Staaten. Nach seiner Rückkehr nach Jamaika war Fletcher von 1975 bis 1977 als Chairman der Workers Savings and Loan Bank tätig, anschließend bis 1980 der National Commercial Bank. 
Fletcher war verheiratet und Vater von fünf Kindern.